# Біккулово (Тоцький район)
Бікку́лово (рос. Биккулово) — село у складі Тоцького району Оренбурзької області, Росія.

## Населення
Населення — 37 осіб (2010; 70 у 2002).
Національний склад (станом на 2002 рік):
- татари — 90 %